# Ернст Лајтнер
Ернст Лајтнер (Никласдорф, 27. октобар 1912 — непознат) је био аустријски атлетичар који се такмичио у дисциплини трчања са препонама учесник Олимпијских игара у Берлину 1936. године. Био је члан Бечког атлетског клуба (WAF).
На 1. Европском атлетском првенству 1934. у Торину 1934. године, био је пети у трци на 400 метара са препонама са новим националним рекордом. У другој дисциплини препонских трка на 110 м у финали је дисквалификован због намерног обарања препона.
Године 1936. учествовао је на Олимпијским играма у Берлину. Такмичио се у тркама са препонама, али је у обе дисциплине испао у квалификацијама.,
Пет пута је био аустријски првак на 110 м препоне (1933, 1935, 1936, 1938, 1941), четири пута  на 400 м препрек4 (1933-1936) и једном у десетобоју (1941).

## Лични рекорди
- 110 м мпрепоне: 14,8 с, 7. јул 1935. Беч
- 400 м препоне: 54,8 с, 11. јул 1936, Беч